# Polycentropus elarus
Polycentropus elarus is een schietmot uit de familie Polycentropodidae. De soort komt voor in het Nearctisch gebied.